# La Landec
La Landec é uma comuna francesa na região administrativa da Bretanha, no departamento Côtes-d'Armor. Estende-se por uma área de 7,61 km². Em 2010 a comuna tinha 741 habitantes (densidade: 97,4 hab./km²).